# Stenurt-familien
En af de specielle egenskaber ved planterne i Stenurt-familien (Crassulaceae) er, at de har CAM-fotosyntese, der gør, at de kan gemme CO2 om natten. Om dagen omdannes CO2 til sukker via fotosyntesen.
Fordelen ved CAM-fotosyntesen er at planterne ikke mister vand ved fordampning om dagen og på grund af den lavere temperatur om natten vil den relative luftfugtighed være så høj, at de heller ikke mister vand om natten.
Familien er udbredt i tørre egne over hele kloden. Den er meget almindelig i Kaplandet og Mexico, mens der er få arter i Sydamerika og Australien. Den mangler helt i Polynesien. Her nævnes kun de slægter, der rummer arter, som er vildtvoksende eller dyrkede i Danmark.
| Slægter |

- Aeonium
- Bryophyllum
- Husløg (Sempervivum)
- Jupiterskæg (Jovibarba)
- Koralranke (Kalanchoë)
- Kotyledon (Cotyledon)
- Krassula (Crassula)
- Rosenrod (Rhodiola)
- Roset-slægten (Echeveria)
- Stenhøjsguldregn (Chiastophyllum)
- Stenurt (Dudleya)
- Stenurt (Hylotelephium)
- Stenurt (Phedimus)
- Stenurt (Sedum)
- Vandnavle (Umbilicus)